# Écu
 Ikke at forveksle med European Currency Unit.
Écu var en fransk mønt, produceret i flere perioder. Navnet kommer fra det latinske ord for skjold, scutum.
Den første écu var en guldmønt slået under Ludvig 9.s regeringstid i 1266. 
I 16- og 1700-tallet blev écuen på ny slået, denne gang i form af en sølvmønt, i tre perioder, første gang under Ludvig 13.
Écu forsvandt med den franske revolution.